# Rue de la Faisanderie
La rue de la Faisanderie est une rue de Paris située dans le 16e arrondissement se trouvant au sein du quartier résidentiel de très haut standing dit « quartier de la Porte-Dauphine ».

## Situation et accès
Longue de 810 mètres et large de 12 mètres, elle part de l’avenue Bugeaud et se termine avenue Henri-Martin. Elle est en sens unique dans le sens nord-sud.
La rue est desservie côté nord par la ligne 2 à la station Porte Dauphine, et par la ligne C du RER à la gare de l'avenue Foch. La gare de l'avenue Henri-Martin se situe à proximité de son extrémité sud.

## Origine du nom
Son nom se réfère à l’ancienne faisanderie du château de la Muette, aujourd’hui détruit.

## Historique
Cette voie fut ouverte sur l'allée principale de l'ancienne faisanderie, également dénommée « Petit-Parc », qui s'étendait en longueur au nord du parc principal du château de la Muette, « Grand-Parc », à l'emplacement actuel de l'OCDE jusqu'à l'avenue de la Grande-Armée formant la limite des anciennes communes de Neuilly et de Passy. Le terrain de cette dépendance du château fut vendu comme bien national en 1796 au comte de Saint-Simon puis cédé à Casimir Périer, futur ministre de Louis-Philippe.
Ouverte vers 1840 entre l'avenue Bugeaud et la rue de Longchamp, alors appelée « rue de l’Ancienne-Faisanderie », elle est prolongée une première fois jusqu'à la rue du Puits-Artésien puis, vers 1858, jusqu'à l'ancienne avenue d'Eylau et est enfin classée dans la voirie parisienne par un décret du 23 mai 1863.

## Bâtiments remarquables et lieux de mémoire
- Nos 2-6 : emplacement de l'ancien hôtel Watel-Dehaynin, construit par Georges Chedanne, l’architecte des Galeries Lafayette, et décoré par les sculpteurs Georges Gardet, François Sicard, Boutry, Derré, Henri-Édouard Lombard, Raoul Verlet et les peintres Luc-Olivier Merson et Lavallée[4] ; hôtel démoli en 1974[5] (bâtiment détruit).

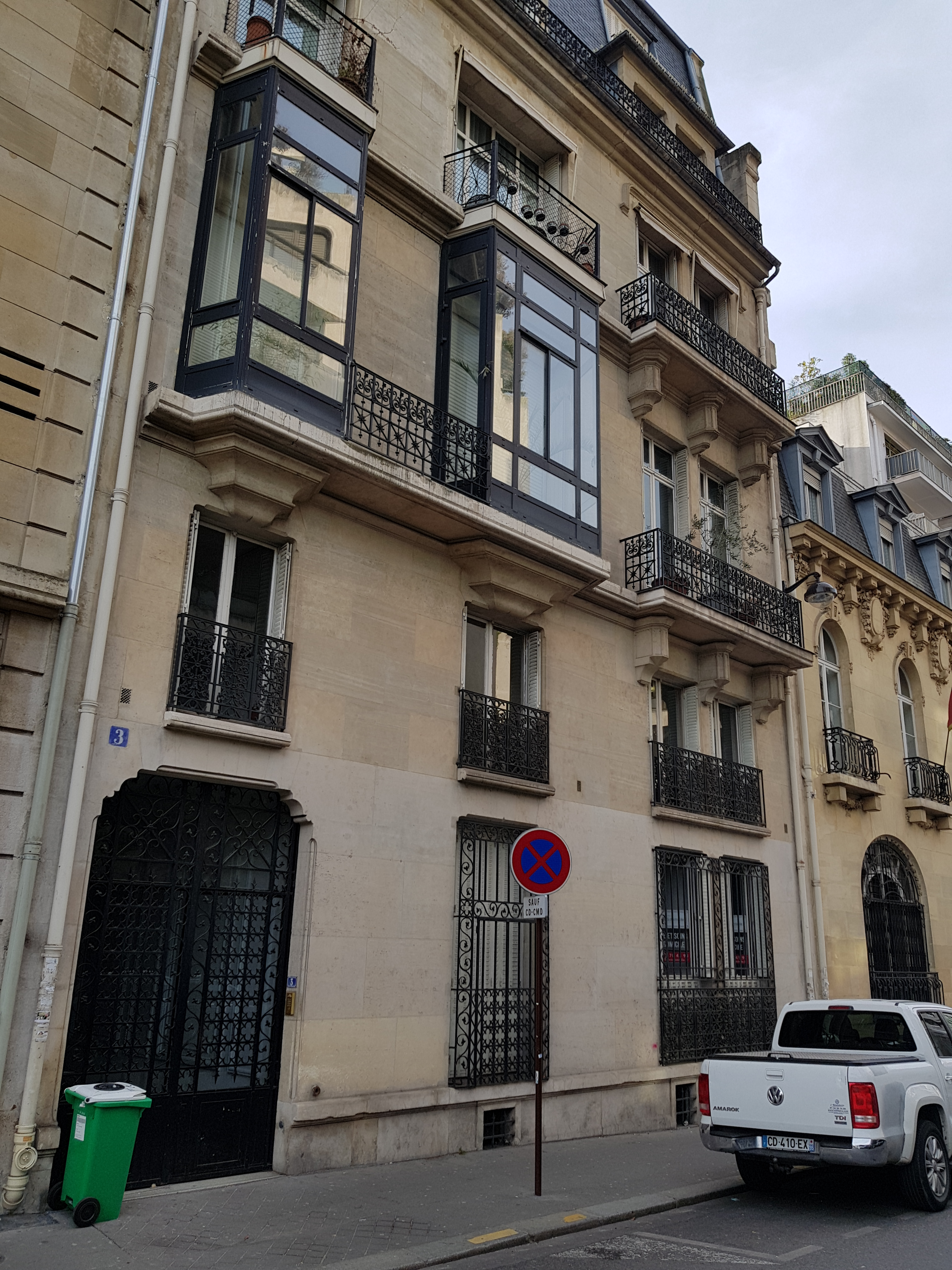
No 3.
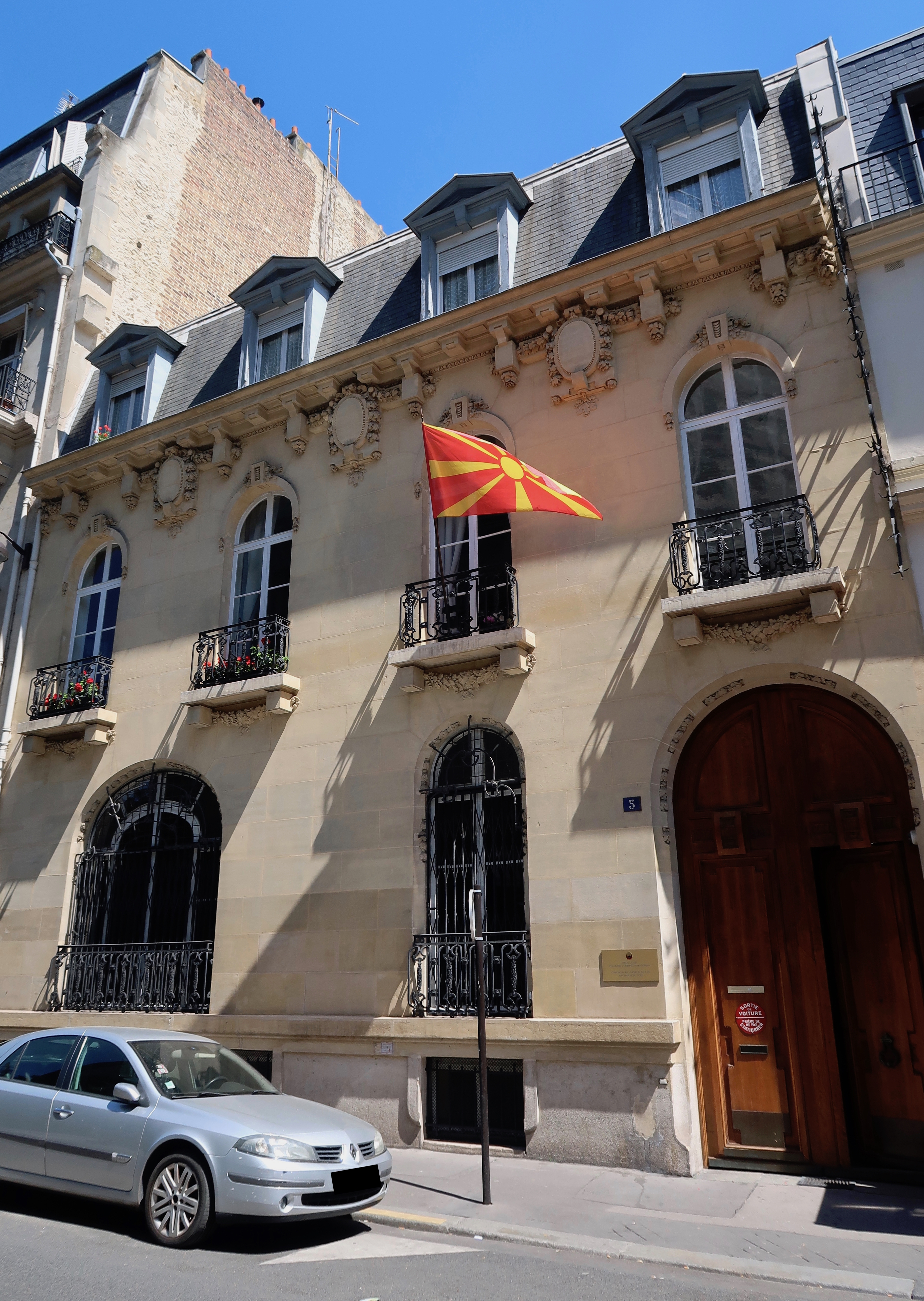
Ambassade au no 5.

- No 3 : hôtel particulier de l’actrice Claude France, qui s’y suicida le 3 janvier 1928 par inhalation de gaz[6] ; c’est également à cette adresse que mourut Élisabeth de Gramont (1875-1954)[7], duchesse de Clermont-Tonnerre, dite « la Duchesse rouge », femme de lettres, amie de Marcel Proust, officier de la Légion d’honneur. L’actrice Elvire Popesco (1894-1993) demeure à cette adresse en 1945 et y fait exécuter des travaux d’agrandissement[8].
- No 5 : ambassade de Macédoine en France et ancien site de l'ambassade du Monténégro en France.
- No 11 : 
  - emplacement de l'ancien hôtel Desmarais (bâtiment détruit).
  - l'industriel Émile Armet de Lisle (1853-1928) y demeure jusqu'à sa mort[9]
- No 13 : emplacement de l'ancienne demeure parisienne des propriétaires du château de Sept-Saulx, à Sept-Saulx dans la Marne (bâtiment détruit).
- Nos 11-13 : dans la nuit du 15 janvier 1982, le sulfureux homme d'affaires Marcel Francisci est assassiné de trois balles dans sa Jaguar, dans un parking souterrain situé à ce niveau[10].
- No 14 : l'auteur et interprète Georgius (1891-1970) y a habité.
- No 16 : hôtel Seton-Porter, hôtel particulier de style néo-Louis XVI[11] construit en 1899 par l'architecte Henry suivant un modèle classique. Jacques Doucet y installa sa collection en 1909. Il abrite aujourd'hui l’Union des fabricants (Unifab) et le musée de la Contrefaçon. C'est ici que fut tournée une des premières scènes de La Grande Vadrouille.

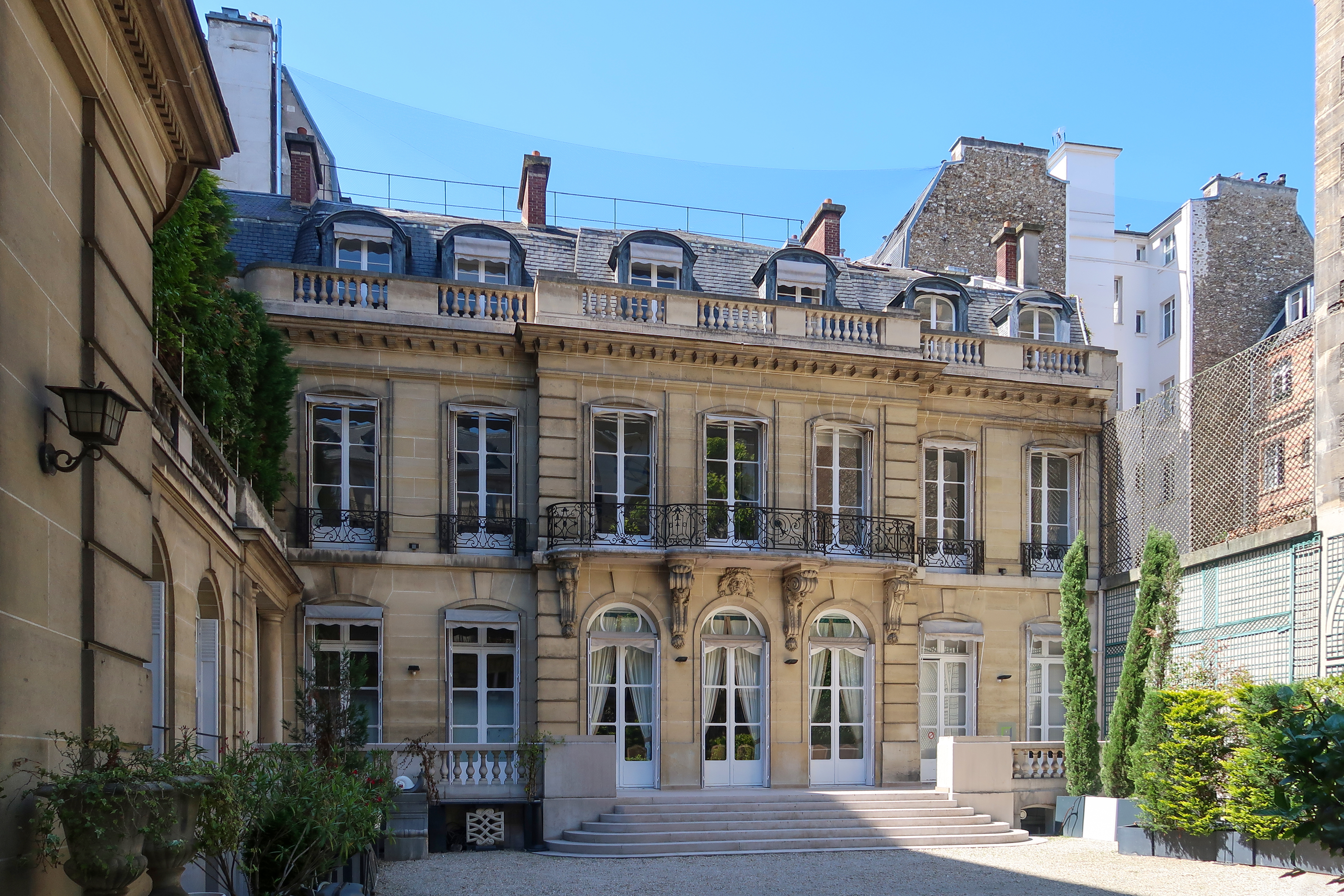
No 16.
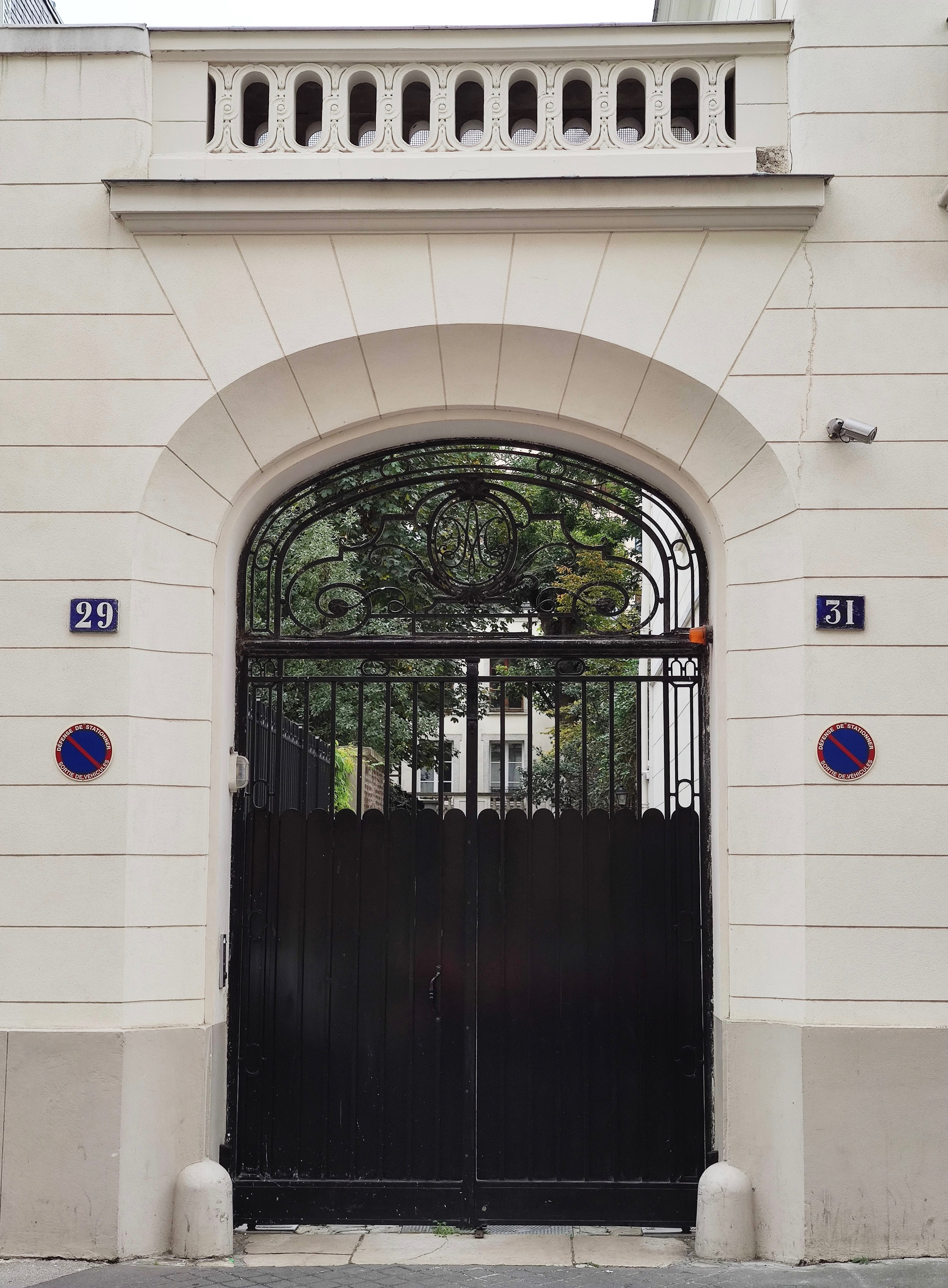
Nos 29-31.
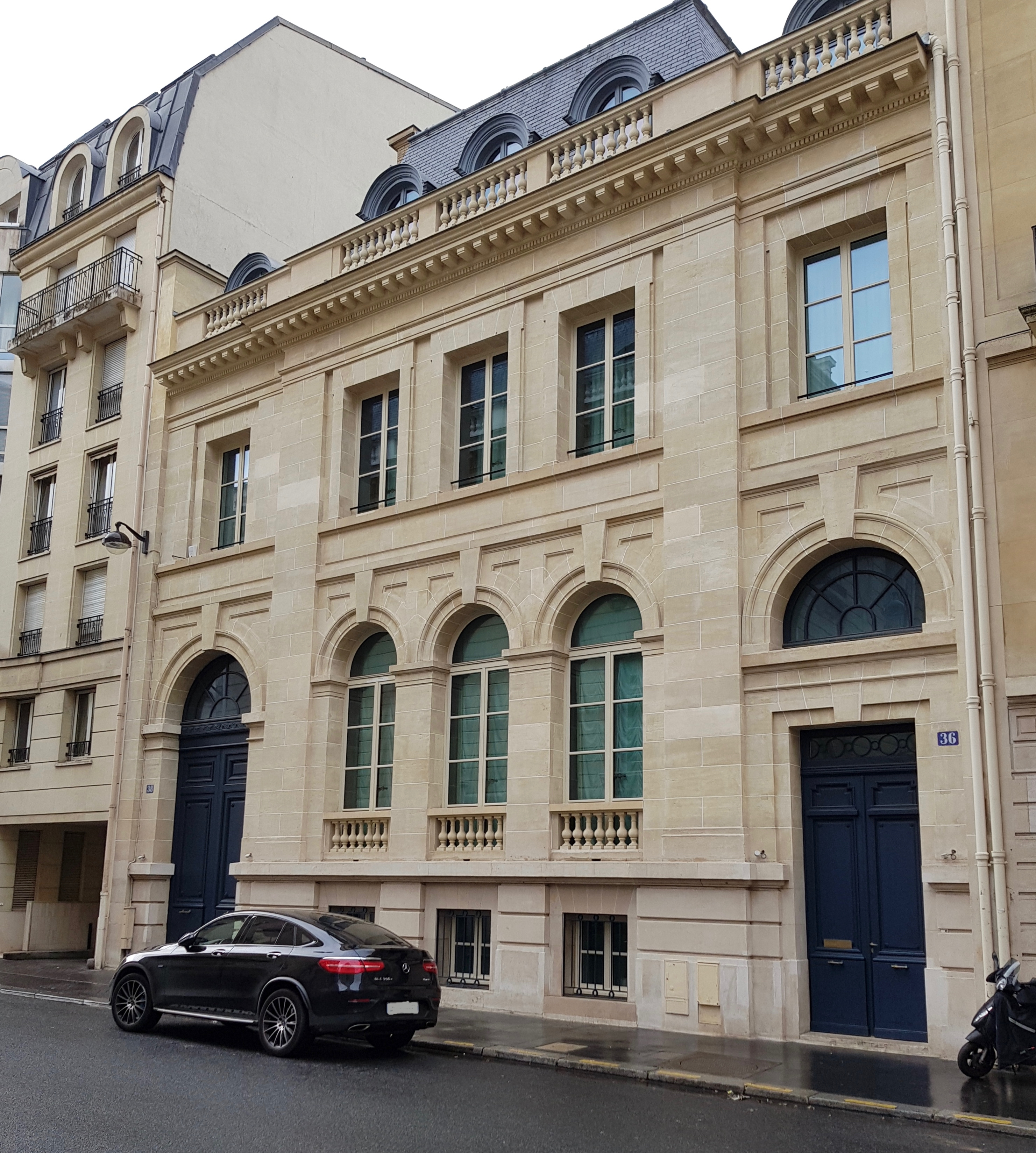
Nos 36-38 : hôtel de Nanteuil.
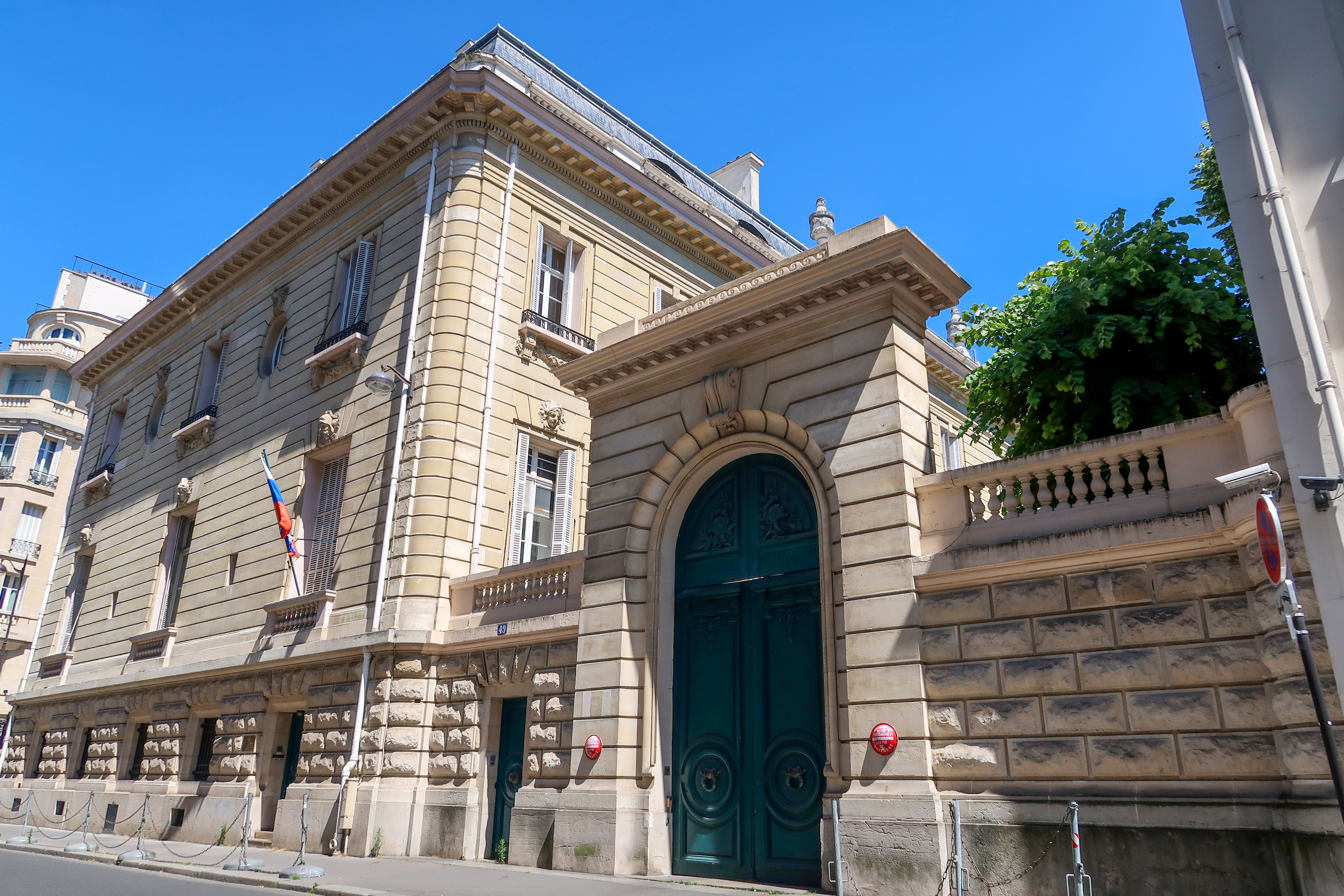
Représentation commerciale de la Russie au no 49.

- No 26 : Julien Goujon y a habité. L'espionne Mathilde Carré y loua un appartement avec l'accord d’Hugo Bleicher.
- No 27 : légation de Monaco dans les années 1900[12].
- No 31 : l'actrice Claude France (1893-1928) a habité jusqu'à sa mort « un hôtel particulier très étrange, sinistre même, un intérieur grimaçant qui paraissait sorti de la cervelle d'un Conan Doyle »[13].
- No 33 : hôtel de Goldschmidt-Rothschild : la baronne de Goldschmidt-Rothschild (1892-1973), née Marie-Anne von Friedlaender-Fuld, grande collectionneuse d'œuvres d'art, y abrita une très belle collection de peintures impressionnistes. Elle vendit le pavillon situé à l’arrière du jardin à l’actrice Nicole Stéphane (1923-2007).
- Nos 36-38 : hôtel de Nanteuil[11], construit en 1903 pour Pauline Lebœuf Nanteuil et son fils par l’architecte Henri Grandpierre. La mère occupe le no 38, le fils le no 36. Il a coûté à l’époque un million de francs or, comprend une surface habitable de 500 à 600 m2 avec un jardin de 300 m2 et un garage pour trois voitures[14]. L'hôtel est revendu en 1925 à un couple argentin, M. et Mme Lucio de Ocampo[15], puis, en 1946, à Mme Léonor Close et M. et Mme de Andia. Dans les années 1980, il appartient au milliardaire austro-américain Jeffrey Steiner[16]. En 1990, celui-ci le revend dans des conditions qui feront couler beaucoup d’encre par la suite car les noms des protagonistes de l’affaire Elf apparaissent dans le dossier. Loïk Le Floch-Prigent, PDG du groupe pétrolier de 1989 à 1993, et sa femme, Fatima Belaïd, en font en effet l’acquisition en 1990 pour la somme de 9,3 millions de dollars[17].
- No 44 : sous l'Occupation, une partie de l'état-major du Befehlshaber der Ordnungspolizei (BdO) y était logée.
- Nos 41-49 : hôtel Hériot[11], construit en 1903 pour Cyprienne Dubernet, veuve d’Olympe Hériot, directeur-propriétaire des Grands Magasins du Louvre, par l’architecte danois Georges Tersling en style néo-Louis XVI. En 1905, cet immeuble est le lauréat du concours de façades de la ville de Paris. Le banquier américain Henry Herman Harjes (1875-1926) y a habité. Il est vendu en 1928 à Mme Jules Patenôtre, veuve de l’ancien ambassadeur de France aux États-Unis. Durant l'Occupation, une partie de l'état-major du Befehlshaber der Ordnungspolizei (BdO) y est logée. Il abrite aujourd’hui les services commerciaux de l’ambassade de Russie. Dans les années 1960 y vivent l'agent du KGB Vladimir Vetrov et sa femme Svetlana[18].
- No 48-50 : bâtiments annexes de l'ambassade de Malaisie en France. Maurice Petsche a vécu au n°48, où il est mort[19].
- No 51 : ambassade de Guinée en France. Le 3 juillet 1974, un attentat à l’explosif endommage la façade de l’ambassade de Cuba, alors située à cette adresse[20].

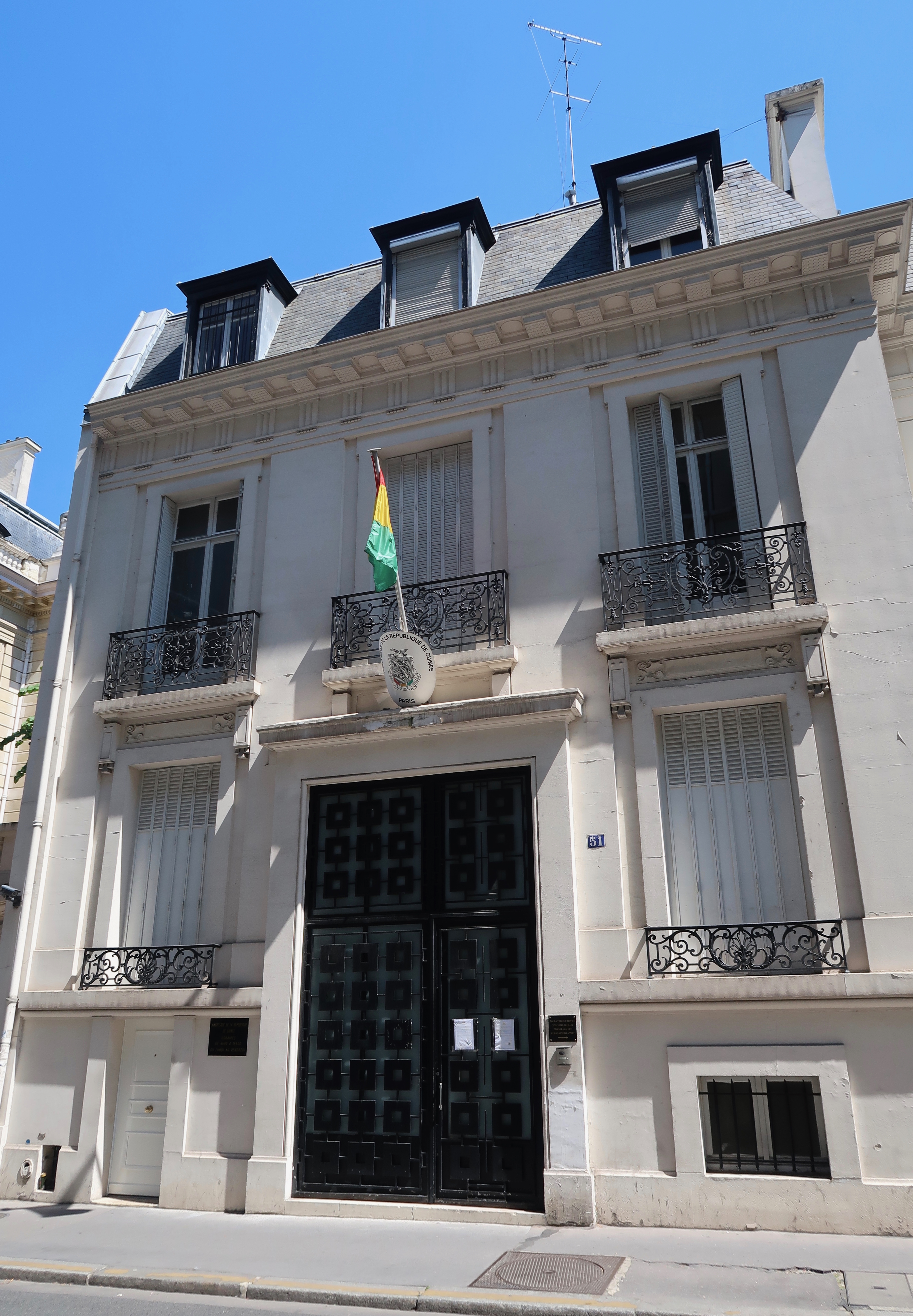
No 51 : ambassade.
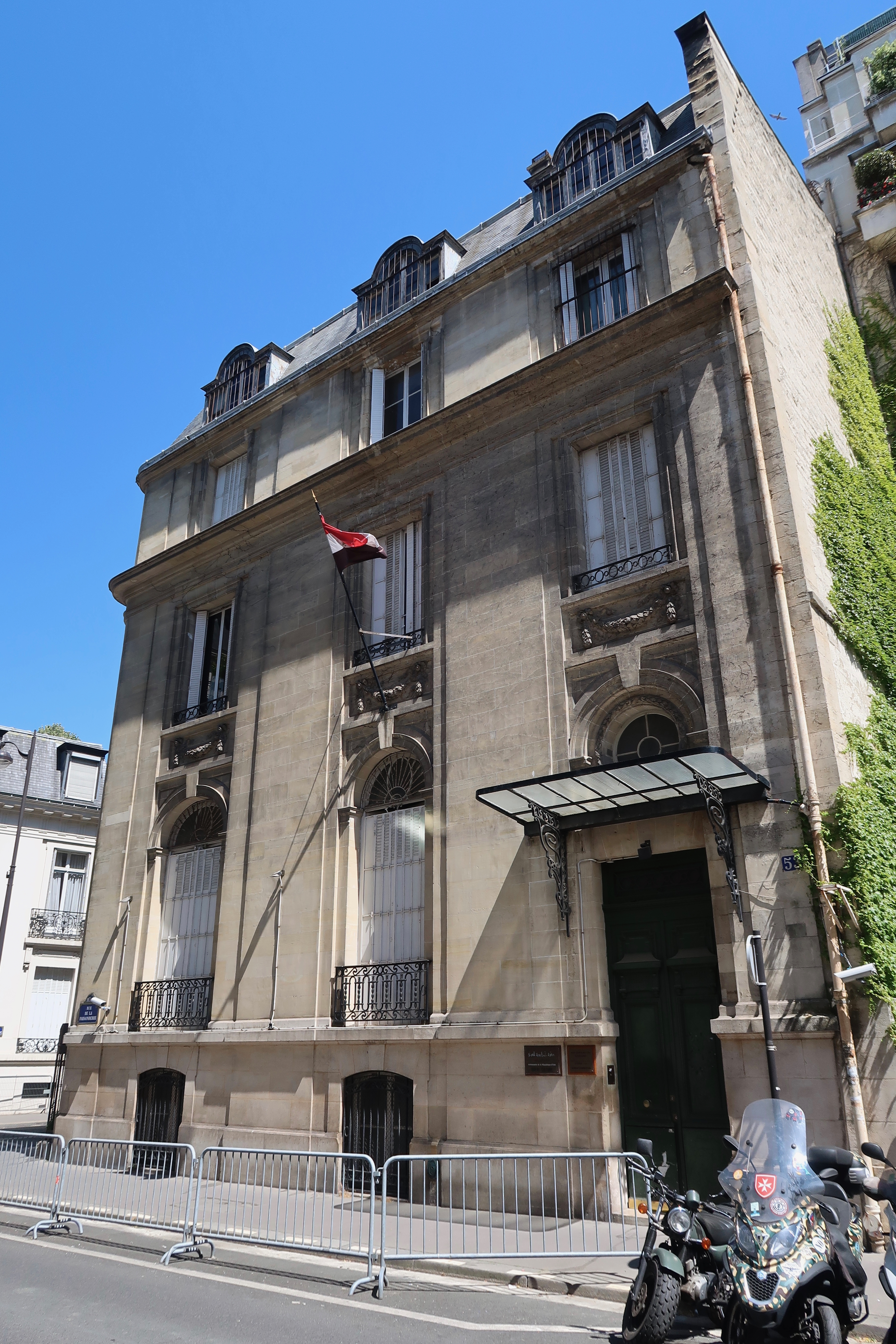
No 53 : ambassade.
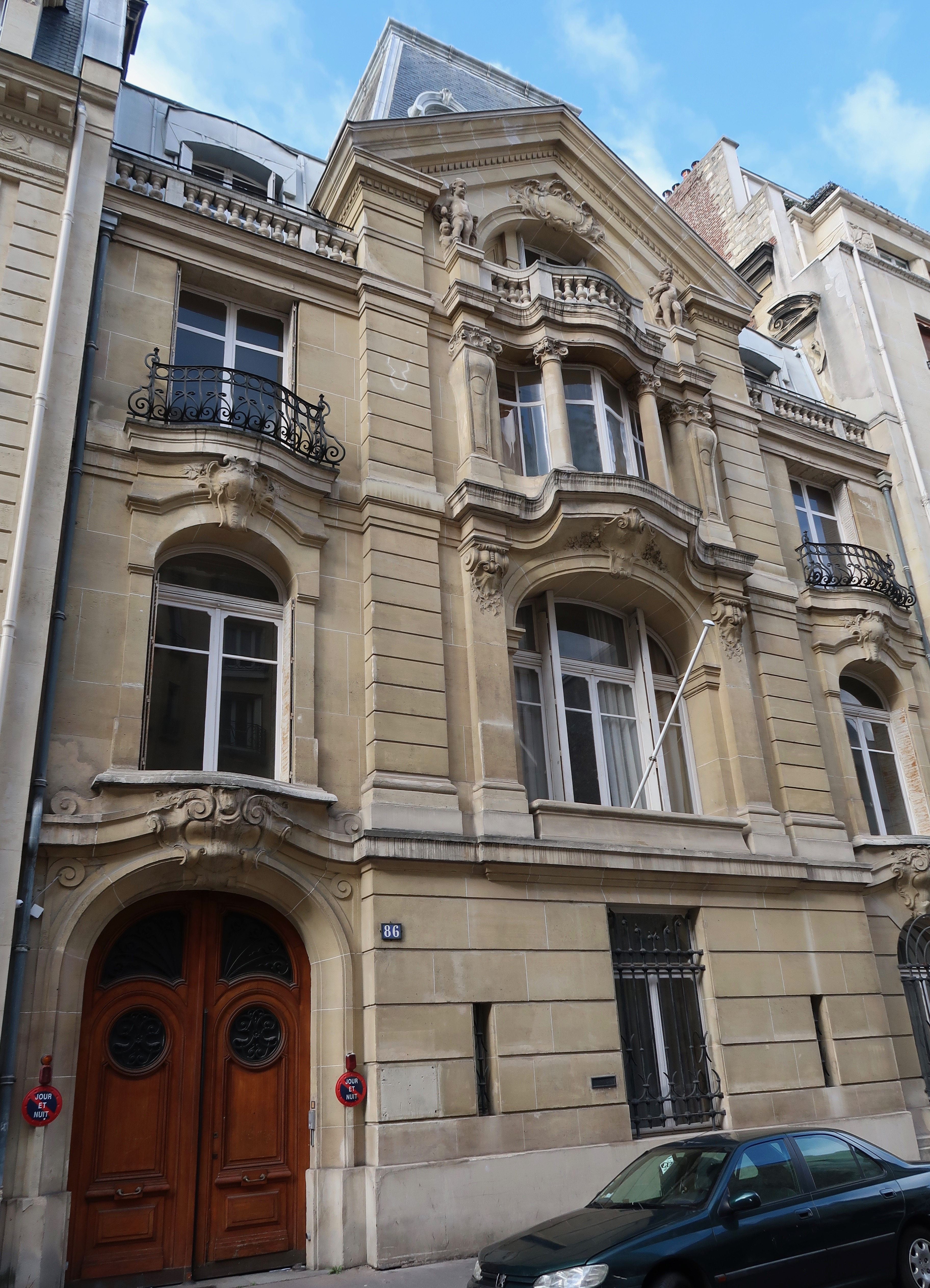
No 86.
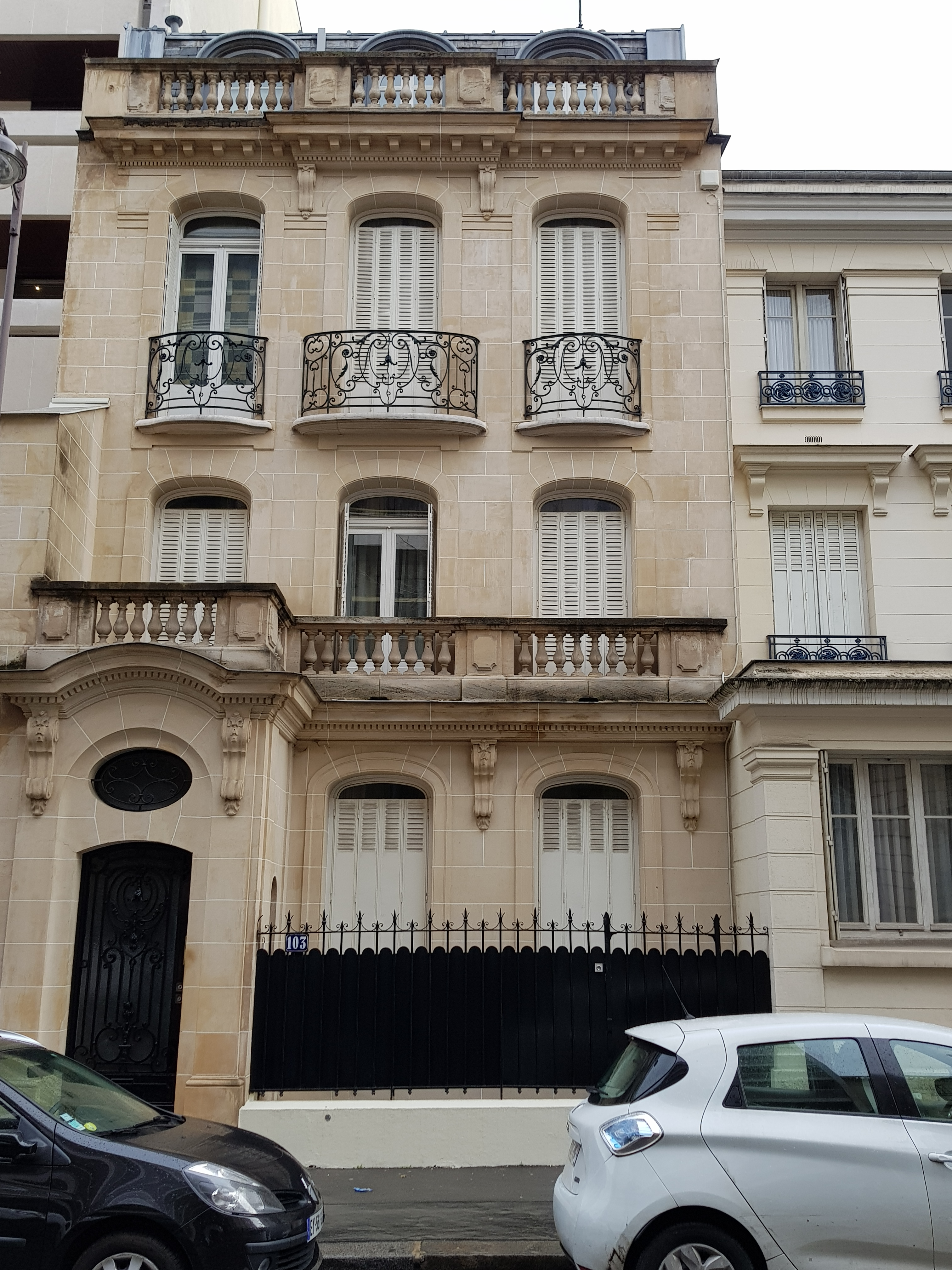
No 103.
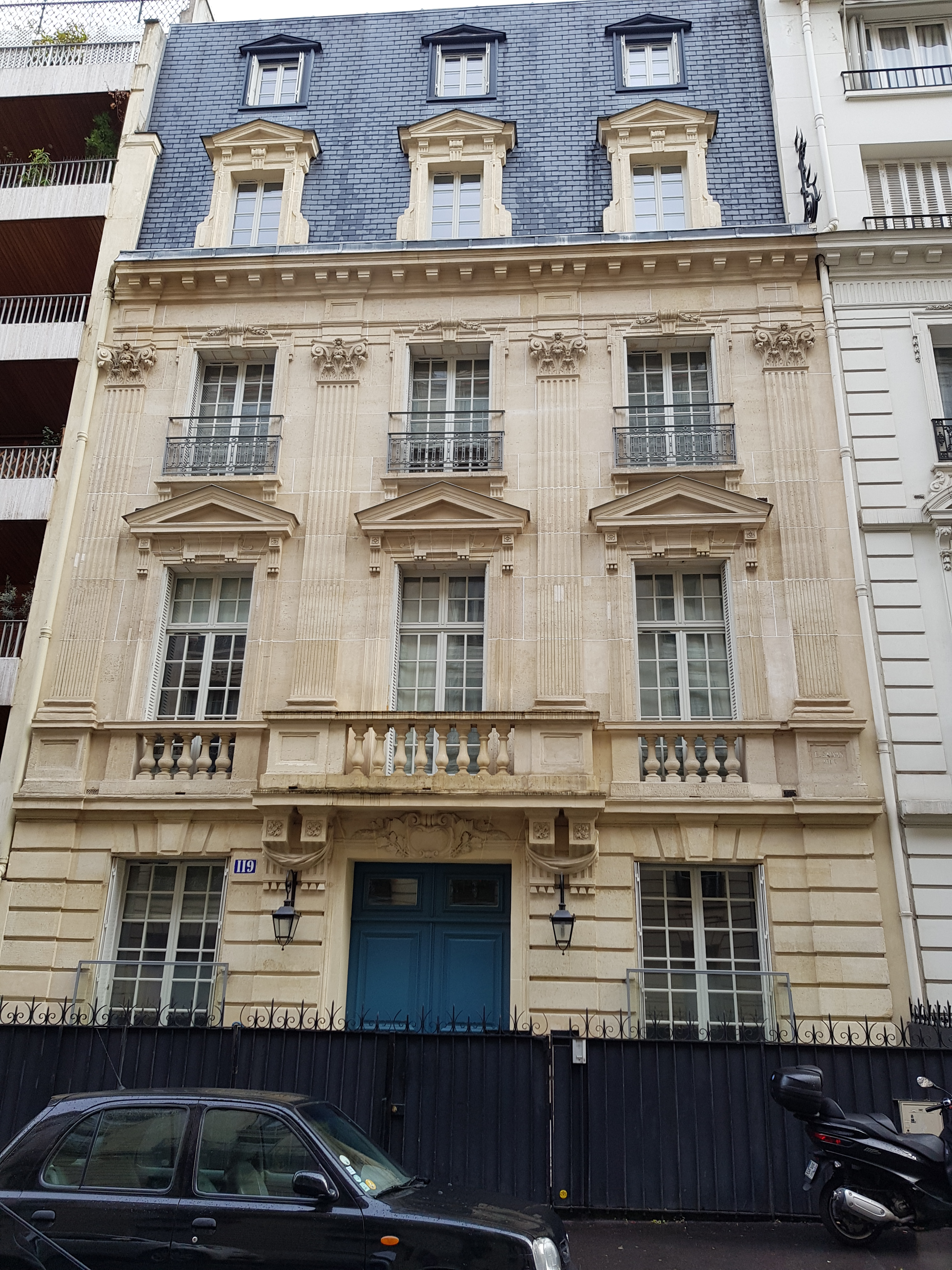
No 119.
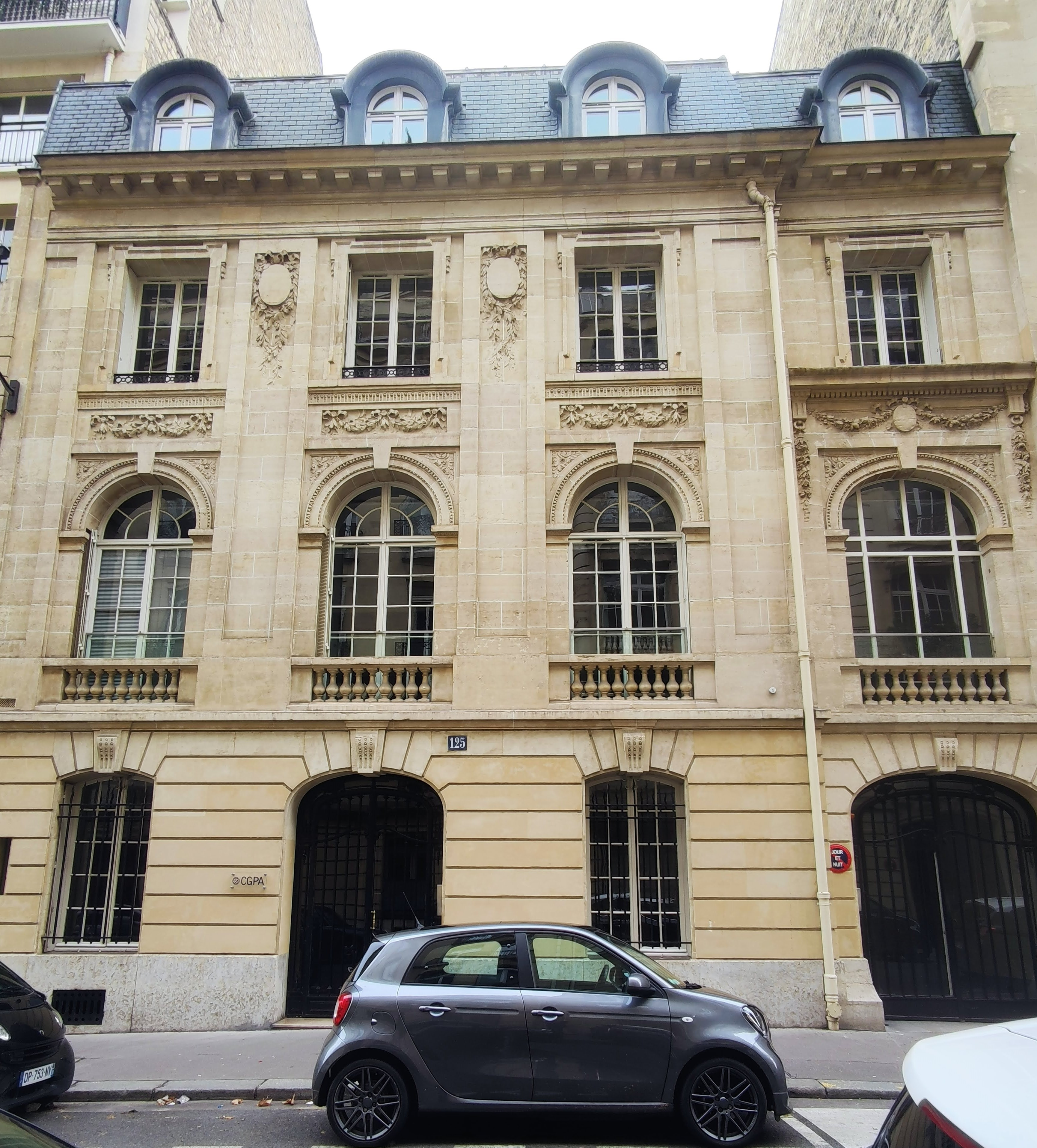
No 125.

- No 53 : hôtel et théâtre privé construits en 1899 par Henri Grandpierre pour Marie de Goulaine, épouse du chanteur lyrique Jean de Reszké. De forme ronde, le théâtre, qui se situait côté rue du Général-Appert, était susceptible d’accueillir 120 personnes[21]. L'hôtel devient, bien plus tard, l'ambassade d’Irak puis le bureau culturel de l'ambassade. Le 31 juillet 1978, deux Palestiniens pénètrent dans les locaux de l’ambassade d’Irak, lancent une grenade et ouvrent le feu. L’un d’eux s’enferme ensuite au premier étage avec neuf otages. Quelques heures plus tard, une fusillade éclate entre gardes de l’ambassade et policiers français, faisant un mort dans chaque camp[22].
- No 54 : ancienne ambassade de Yougoslavie en France.
- No 55 : plusieurs constructions se sont succédé à cet emplacement, dont l’hôtel particulier des Ménard-Dorian (1883), une construction de huit étages (1914) et, enfin, l’actuelle habitation datant de 1935[23]. En 1924, le couturier Jean Patou (1887-1936) y fait aménager et décorer son hôtel particulier par les peintres André Mare, Bernard Boutet de Monvel et le ferronnier d'art Richard Georges Desvallières[24].
- No 55 : le photographe et sculpteur Adam Salomon (1818-1881) a habité à cette adresse[25]. Aline Ménard-Dorian (1850-1929), vice-présidente de la Ligue des droits de l’homme, dreyfusarde convaincue, y anime, à partir de 1889, des dîners et des soirées littéraires ou musicales[26], où se côtoient écrivains et artistes : Alphonse Daudet, les frères Goncourt, Émile Zola, Erik Satie, Auguste Rodin et bien d’autres[27]. Aline Ménard-Dorian est l’un des modèles de l'écrivain Marcel Proust pour le personnage de « Madame Verdurin » (bâtiment détruit).
- No 59 : siège du groupe Le Conservateur, société d'assurance.
- No 67 : le grand-duc Boris Vladimirovitch de Russie (1877-1943) avait son domicile à cette adresse et y est décédé le 8 novembre 1943[28].
- No 74 : ancien musée Tattegrain, musée d'art privé et familial[29], fermé vers 1966.
- No 75 : poste de police.
- No 79 (anciennement no 47) : ancien hôtel particulier construit par l’architecte Henri Grandpierre à la fin du XIXe siècle, documenté dans la revue La Construction moderne en 1898[30]. Un atelier se trouve au fond du jardin et est relié à l’hôtel par une galerie vitrée. En 1903, l’hôtel particulier, qui compte cinq chambres de maître et une galerie de 13 mètres, est à vendre pour la somme de 225 000 francs[31]. En 1909, il est la propriété du dessinateur Caran d’Ache (1858-1909)[32],[33], qui, selon un titre de presse de l’époque, habite dans un hôtel somptueux et clos aux regards[34].
- Nos 81 et 83 : hôtel particulier édifié par Simon Natanson à la suite de l'acquisition du terrain nu le 27 décembre 1879. Cet hôtel fut occupé par Marthe Lazard, fille d'Alexandre Lazard, cofondateur de la banque Lazard, et par son époux l'architecte Richard Bouwens van der Boijen à la suite de l'acquisition qu'ils en avaient faite d'Isabelle Long, veuve de Simon Natanson, le 19 mars 1908[35].
- No 82 : emplacement de l'hôtel d'un couple roumain, M. et Mme Hector Economos (bâtiment détruit).
- No 85 : maison ayant appartenu au commandant Paul-Louis Weiller ;  après-guerre, le duc et la duchesse de Windsor habitent à cette adresse[36].
- No 86 : service économique et commercial de l'ambassade de Pologne en France.
- No 87 : bureau militaire de l'ambassade d'Arabie saoudite en France.
- No 89 : en 2007, du 1er au 6 septembre, cet immeuble de bureaux de 2 500 m2, alors vacant, est réquisitionné et occupé par le collectif Jeudi noir pour y installer des étudiants[37].
- No 93 : à cet endroit, les résistants Georges Dudach et Charlotte Delbo sont arrêtés par cinq policiers des Brigades spéciales le 2 mars 1942. Une plaque leur rend hommage.

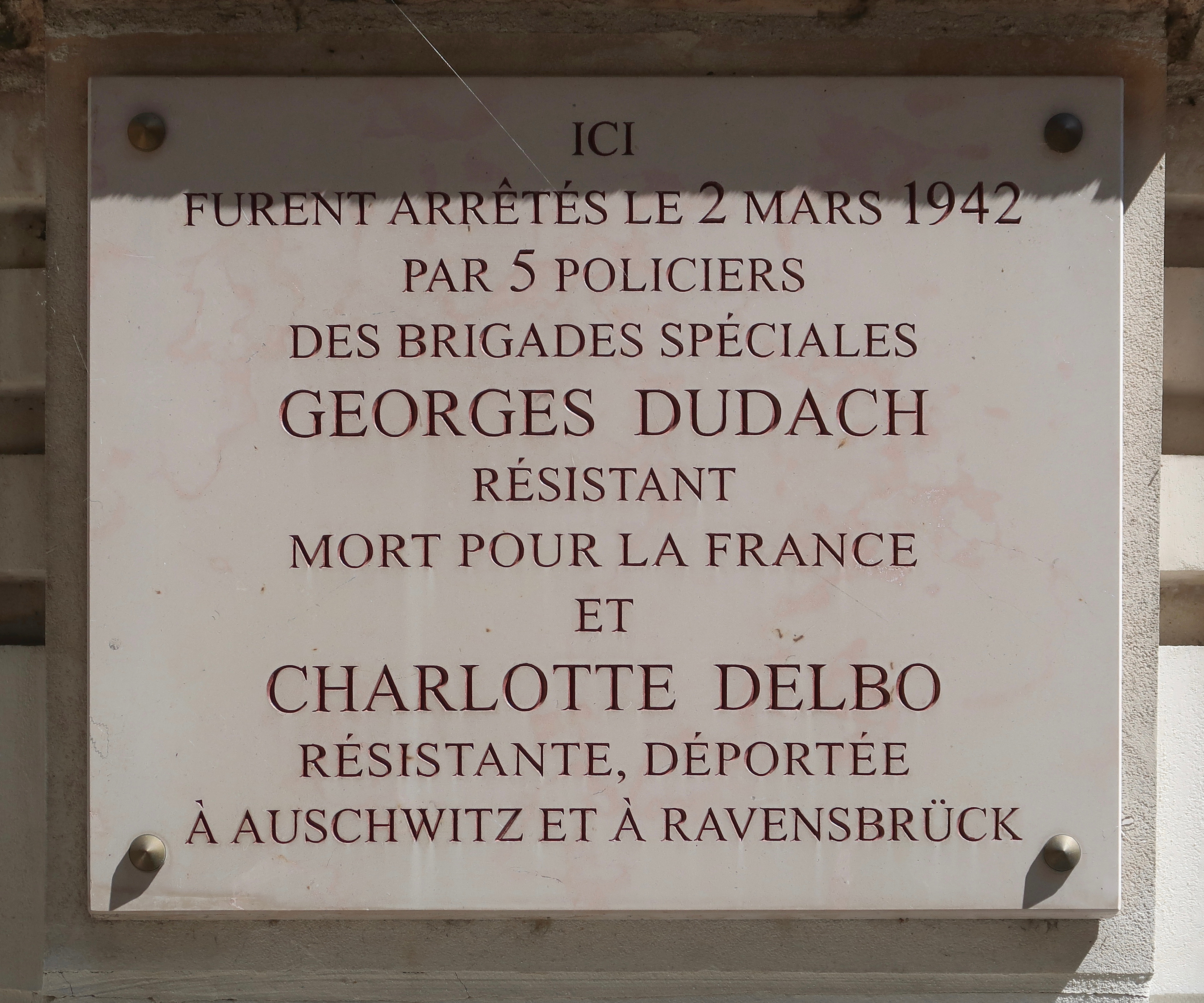
Plaque au no 93.

- No 95 : l’écrivain Pascal Jardin (1934-1980) a habité à cette adresse dans les années 1970[38].
- No 98 : à cet endroit, les résistants Henri Garry et Noor Inayat Khan sont arrêtés en octobre 1943, non loin des bureaux de la Gestapo, situés avenue Foch[39],[40],[41],[42].
- No 118 : propriété depuis 1997 de l’ancien président du Pérou, S. E. Alan García.
- No 123 : hôtel de Charles de Freycinet[43], président du Conseil  (bâtiment détruit).
- No 125 : ancien hôtel particulier construit pour le « comte de L. » par l’architecte Charles Blanche en 1909[44]. Il fut réalisé en moins d’un an dans le style néo-Louis XVI[45].

## Dans la littérature
- Angle rue de la Faisanderie-rue Dufrenoy : Arsène Lupin y demeure dans un hôtel particulier sous le nom de colonel Sparmiento.